# Taraf (grup musical)

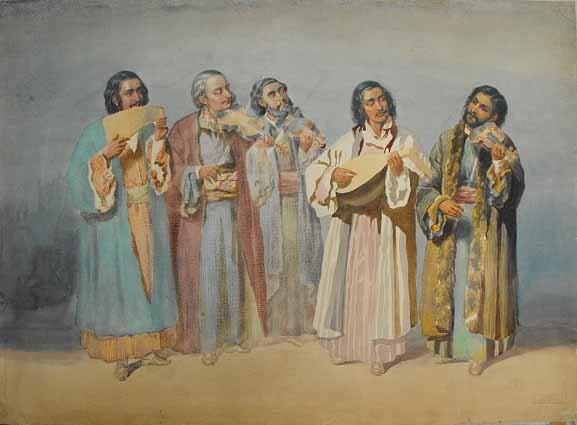
Taraf d'Ochi-Albi, una pintura de 1860 de Carol Szathmari

Taraf és un petit grup de música folk (lăutărească) de Romania o Moldàvia, generalment format per 3-8 músics. Els instruments inclouen el violí, el violoncel, el tamborí, l'acordió, l'harmònica i el cimpoi (cornamusa romanesa).
Un taraf també inclou sovint un instrument típic de la regió: un kobza i cimbalom (Valàquia i Oltènia), una trompeta i flauta (Moldàvia), un Tárogató (prop de Banat), un clarinet (Transsilvània) o un llaüt de 2-3 cordes (al comtat de Maramureş) de vegades anomenada "zongora". Els intèrprets també poden utilitzar instruments improvisats a partir d'herba, escorça de bedoll, closques de musclos i fulles.

## Tarafs famosos
El grup Taraf de Haïdouks, introduït a Occident als anys noranta, va portar la paraula a la fama internacional.